# عبدالله الرشیدی

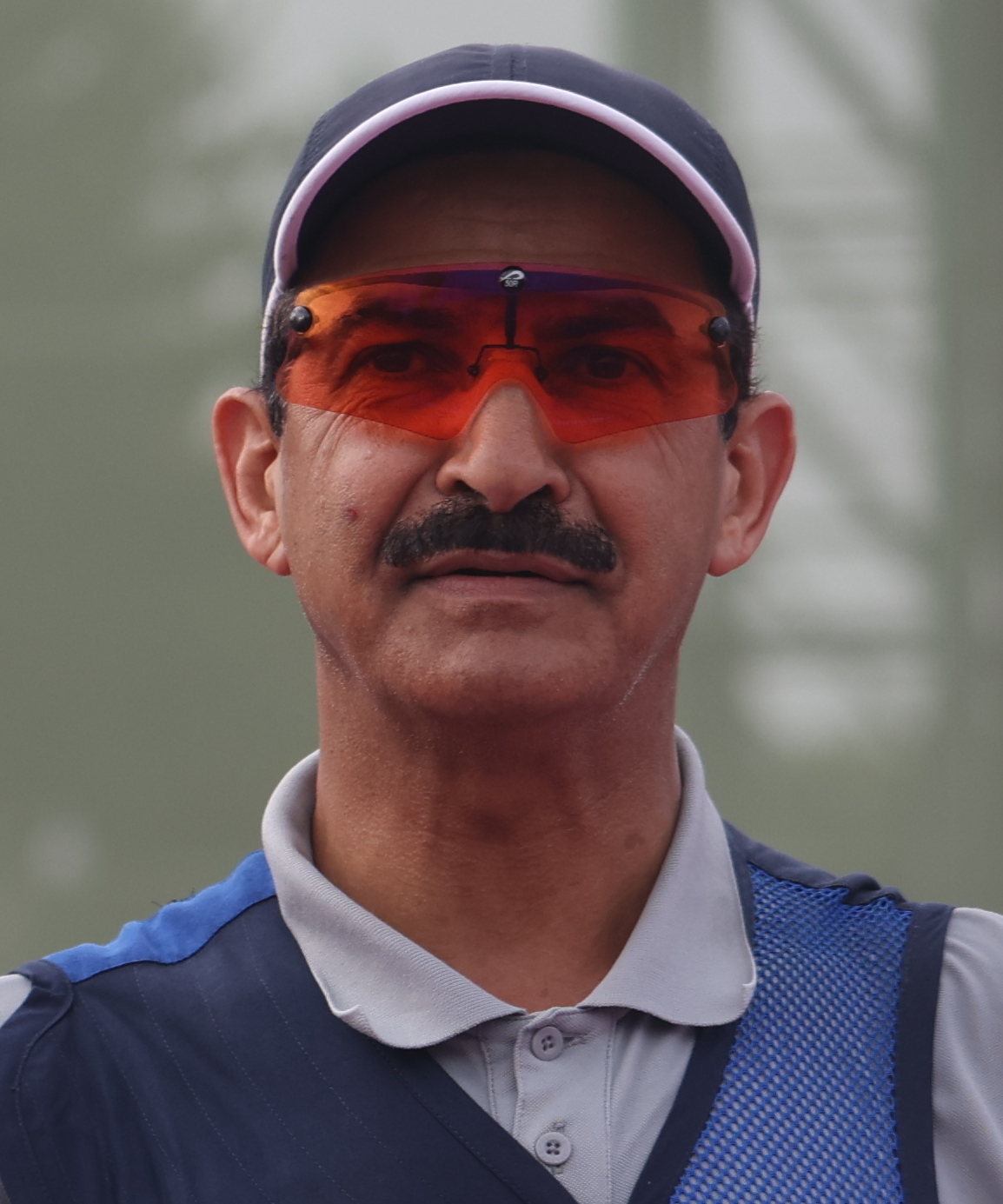
عبدالله الرشید

ی و بین‌المللی در مجموع برندهٔ ۳ مدال طلا، ۲ مدال برنز شده‌است.